# Striatestea
Striatestea is een geslacht van weekdieren uit de klasse van de Gastropoda (slakken).

## Soorten
- Striatestea bountyensis Powell, 1927
- Striatestea eulima Powell, 1940
- Striatestea poutama Ponder, 1967
- Striatestea powelli Laws, 1950 †